# Bracon erythraeus
Bracon erythraeus är en stekelart som beskrevs av Gaspard Auguste Brullé 1846. Bracon erythraeus ingår i släktet Bracon och familjen bracksteklar. Inga underarter finns listade.